# Linjelopp
Linjelopp är inom cykelsporten en form av landsvägslopp med gemensam start. De deltagande tillryggalägger en viss sträcka varefter den ordning i vilken deltagarna passerar mållinjen när hela distansen är avverkad avgör loppets slutställning.
Vid världsmästerskap och Olympiska spel är (2024) distansen från 250 till 280 km för herrar och från 130 till 160 km för damer.
Vid övriga endagsslopp under UCI beror (2024) den maximala distansen på loppets klassificering:
| Klass             | Herrar elit | Damer elit |
| Övriga mästerskap | 240 km      | 140 km     |
| World Tour        | *           | 160 km     |
| 1.Pro             | 200 km      | 160 km     |
| 1.1               | 200 km      | 140 km     |
| 1.2               | 180 km      | 140 km     |
- = Beslutas av Professional Cycling Council från fall till fall

Vid svenska mästerskap körs (2024) ett antal varv på en varvbana på sammanlagt 180-220 km för herrarna och 100-140 km för damerna.
I etapplopp under UCI får (2024) linjeetapper ej överstiga 240 km för herrar och 160 km (World Tour) eller 140 km (2.Pro, 2.1 och 2.2) för damer. Därutöver är etappernas medellängd begränsad uppåt (180 km för herrar och 140/120 km, enligt samma klassindelning, för damer).
För kriterie-lopp beror den maximala längden av varvbanans längd.
Motsvarande tävlingsform (gemensam start och ordningen i vilken man passerar mållinjen efter hela distansen avgör resultatlistans utseende) inom bancykling kallas scratch. Totalsträckan är dock betydligt kortare (varvet är ju bara 250 m): för herrar körs 15 km och för damer 10 km. Notera att det inom bancykling finns andra tävlingsformer med gemensam start (som poänglopp och elimineringslopp), men där resultatet av loppet avgörs på annat sätt än att bara vara först i mål.